# Natasha Klauss
Natasha Klauss, właściwie Natasha Alejandra Rastapkavicius Arrondo (ur. 25 czerwca 1975 roku w Barranquilla) – kolumbijska aktorka filmowa i telewizyjna litewskiego pochodzenia.

## Kariera
Początkowo chciała zrobić karierę tancerki, jednak poważny wypadek samochodowy pokrzyżował jej plany.
Zadebiutowała rolą lesbijki Sandry Guzmán w telenoweli produkcji amerykańsko-kolumbijskiej "Zemsta" z roku 2002.
Dużą popularność przyniosła jej także rola Sary "Sarity" Elizondo w telenoweli Gorzka zemsta.
W 2004 roku była nominowana do nagrody Premio INTE - Premio de la Industria de la Television Espańola jako najlepsza aktorka roku.

## Życie prywatne
W latach 1996–2001 była żoną Victora Gomeza, z którym ma córkę Isabel. W 2003 ponownie wyszła za mąż za Marcelo Greco, z którym ma córkę Palomę (ur. kwiecień 2009). Ma starszą siostrę Tatianę i starszego brata Petera, który również jest aktorem.

## Filmografia
- 2009–2010: Las pasiones de Mireya jako Mireya
- 2008: Mujeres asesinas jako Olga La Portera
- 2008: Novia para dos jako Tania Toquica
- 2007: Zorro: la Espada y la Rosa jako Suplicios/Ana Camila
- 2005–2007: Decisiones jako Liliana
- 2005: Hacjenda La Tormenta jako Isabela Montilla
- 2004–2005: Kobieta w lustrze (Mujer en el espejo, La) jako Luzmila Arebato
- 2003–2004: Gorzka zemsta (Pasion de gavilanes) jako Sara "Sarita" Elizondo Acevedo
- 2002: Maria Madrugada jako Aida
- 2002: La venganza jako Sandra Guzman
- 2000: Entre amores jako Graciela
- 2000: La caponera jako Amparito
- 1998: Corazon prohibido
- 1997: Prisioneros del amor
- 1996: Cazados